# Iochroma nitidum
Iochroma nitidum är en potatisväxtart som beskrevs av S. Leiva González och V. Quipuscoa Silvestre. Iochroma nitidum ingår i släktet Iochroma och familjen potatisväxter. Inga underarter finns listade i Catalogue of Life.